# La Motte-Saint-Martin
La Motte-Saint-Martin este o comună în departamentul Isère din sud-estul Franței. În 2009 avea o populație de 409 de locuitori.

## Evoluția populației
| An        | 1975 | 1982 | 1990 | 1999 | 2006 | 2009 |
| --------- | ---- | ---- | ---- | ---- | ---- | ---- |
| Populație | 305  | 340  | 339  | 339  | 396  | 409  |